# Heinkel HD 19
Die Heinkel HD 19 war ein deutsches Schwimmerflugzeug, das Ende der 1920er Jahre von den Ernst Heinkel Flugzeugwerken in Warnemünde im Auftrag der schwedischen Luftstreitkräfte entwickelt wurde. Es konnte entweder mit einem Landfahr- oder einem Schwimmwerk ausgerüstet werden.

## Geschichte
Die schwedische Flygvapnet hatte in den vergangenen Jahren mit den von ihnen verwendeten Heinkel-Entwürfen wie der HE 5 und HD 35 gute Erfahrungen gemacht und so gab sie im September 1927 den Bau zweier doppelsitziger Schwimmer-Jagdflugzeuge in Auftrag. Heinkel orientierte sich bei der Konstruktion an seinem nichtverwirklichten Projekt P 769. Die beiden Flugzeuge mit den Werknummern 295 und 296 erhielten britische Jupiter-Antriebe und wurden wegen der nach dem Ersten Weltkrieg erlassenen Flugzeugbaubeschränkungen als zivile Muster mit der Verwendung Reiseflug deklariert. Sie waren so konstruiert, dass ein schneller Austausch des Landfahrwerks gegen ein Schwimmwerk möglich war, eine Option, die das schwedische Militär nicht sehr oft in Anspruch genommen haben dürfte, da es die HD 19 fast ausschließlich als Wasserflugzeug verwendete. Im Juli 1928 wurde der Bau und auch die Erprobung beider Exemplare ohne Probleme abgeschlossen. Noch vor der Auslieferung fand am 22. Juli im nahegelegenen Bad Doberan eine Großveranstaltung statt, zu der als Hauptattraktion die beiden frisch gekürten Ozeanflieger Freiherr von Hünefeld und Hermann Köhl mit der W 33 „Europa“ geladen waren. Als sich deren Ankunft verzögerte, überbrückte Heinkels Werkspilot Stephan von Prondzynski die Wartezeit und führte mit einer HD 19 ein Kunstflugprogramm vor.
Im August erfolgte schließlich die Übergabe an Schwedens Streitkräfte, die die beiden Flugzeuge mit den Kennzeichen 280 und 281 unter der Bezeichnung J 4 (J für „Jaktflygplan“, Jagdflugzeug) in Dienst stellte. Offenbar konnten sie die Erwartungen erfüllen, denn am 3. Oktober 1928 erging erneut eine Bestellung über diesmal vier HD 19, die nun an die Svenska Aero, Heinkels schwedisches Partnerunternehmen, gerichtet wurde. Der Bau wurde dort von Mai bis September 1929 durchgeführt und die Flugzeuge mit den chronologisch fortgeführten Dienstnummern 282 bis 285 (Werknummern 58–61) geflogen. Im November 1931 wurde das System auf vierstellige Zahlenfolgen umgestellt und die sechs HD 19 als 2280 bis 2285 umregistriert. Sie verrichteten längere Zeit zuverlässig ihren Dienst, wenngleich sie auch weniger als Jäger denn als Aufklärer Verwendung fanden, und wurden meist erst nach Havarien ausgemustert. Als letzte HD 19 wurden die 2282 und die 2281 im April bzw. August 1937 ausgemustert.

## Konstruktion
Die HD 19 war ein einstieliger, verspannter Doppeldecker mit stark gestaffelten Tragflächen in Gemischtbauweise. Den Rumpf bildete eine größtenteils mit Stoff bespannte, geschweißte Stahlrohrkonstruktion. Der im Bugbereich mit dem Sternmotor war mit Aluminiumblechen verkleidet, ebenso die gewölbte Rumpfoberseite bis zur Hinterkante der hinteren Kabine. Die HD 19 war als Zweisitzer mit offenen Kabinen für Flugzeugführer und Beobachter in Tandemform ausgeführt, die für Schulzwecke mit einer Doppelsteuerung ausgestattet werden konnten. Vor der Pilotenkabine war ein Kraftstofftank mit 390 l Inhalt installiert, der zusammen mit dem Öltank durch ein Brandschott von dem davor liegenden Motor abgeschirmt wurde. Ein weiterer Behälter befand sich, als Falltank ausgeführt, in der oberen Tragfläche.
Die Tragflächen der HD 19 bestanden aus Rippen und zwei Kastenholmen aus Holz, Innenverstrebungen aus Stahlrohr und waren bis auf die sperrholzverkleideten Flügelvorderkanten mit Stoff bespannt. Eine N-Strebe je Seite diente als Verbindung zwischen den oberen und unteren Flächen, die beide mit Querrudern ausgestattet waren. Das Leitwerksgerüst war über alles mit Stoff bespannt und bestand aus Stahlrohr. Die Höhenflosse war im Flug verstellbar, die Seitenflosse konnte nur am Boden eingestellt werden. Als Wasserflugzeug war die HD 19 mit einem bis unter das Heck heruntergezogenem Seitenruder ausgerüstet.
Die HD 19 konnte entweder mit einem Landfahr- oder einem Schwimmwerk ausgerüstet werden, deren Wechsel durch am Rumpf befindliche Beschläge relativ schnell und ohne Spezialwerkzeuge möglich war. Auch der Anbau von Skiern während des Winters war durchführbar. In der Landversion besaßen die nichteinziehbaren Haupträder eine durchgehende Achse und gefederte vordere Streben und am Heck befand sich ein Schleifsporn. In der Schwimmvariante war die HD 19 mit zwei einstufigen Holzschwimmern mit Böden aus Duraluminium versehen.

## Technische Daten
| Kenngröße                                | Daten (HD 19 Land) | Daten (HD 19 See) |
| ---------------------------------------- | --- | --- |
| Besatzung                                | 2 | 2 |
| Spannweite                               | oben 11,00 m, unten 9,50 m                                                                                                  | oben 11,00 m, unten 9,50 m                                                                                                   |
| Länge                                    | 7,80 m | 9,26 m |
| Höhe                                     | 3,4 m | 3,4 m |
| Flügelfläche                             | 31,6 m² | 31,6 m² |
| V-Stellung                               | oben 1°, unten 2° | oben 1°, unten 2° |
| Rüstmasse                                | 1010 kg | 1175 kg |
| Zuladung                                 | 550 kg | 550 kg |
| Startmasse                               | 1560 kg | 1725 kg |
| Antrieb                                  | ein luftgekühlter Neunzylinder-Viertakt-Sternmotor                                                                          | ein luftgekühlter Neunzylinder-Viertakt-Sternmotor                                                                           |
| Typ                                      | Bristol Jupiter VI | Bristol Jupiter VI |
| Startleistung Nennleistung Dauerleistung | 600 PS (441 kW) bei 2100/min 480 PS (353 kW) bei 1950/min 400 PS (294 kW) bei 1700/min                                      | 600 PS (441 kW) bei 2100/min 480 PS (353 kW) bei 1950/min 400 PS (294 kW) bei 1700/min                                       |
| Höchstgeschwindigkeit                    | 228 km/h | 215 km/h |
| Landegeschwindigkeit                     | 84 km/h | 90–96 km/h |
| Steiggeschwindigkeit                     | 9,5 m/s | 6,9 m/s |
| Steigzeit                                | 1,45 min auf 1000 m Höhe 3,75 min auf 2000 m Höhe 6,15 min auf 3000 m Höhe 9,1 min auf 4000 m Höhe 12,7 min auf 5000 m Höhe | 2,24 min auf 1000 m Höhe 5,1 min auf 2000 m Höhe 8,4 min auf 3000 m Höhe 12,33 min auf 4000 m Höhe 17,23 min auf 5000 m Höhe |
| Dienstgipfelhöhe                         | 7700 m | 6400 m |
| Reichweite                               | | 838 km |
| Bewaffnung                               | zwei starre 8-mm-MG, ein bewegliches 8-mm-MG                                                                                | zwei starre 8-mm-MG, ein bewegliches 8-mm-MG                                                                                 |